# Keprník
Keprník är ett berg i Tjeckien. Det ligger i den östra delen av landet, 190 km öster om huvudstaden Prag. Toppen på Keprník är 1 422 meter över havet, eller 410 meter över den omgivande terrängen. Bredden vid basen är 9,6 km. Keprník ingår i Hrubý Jeseník.
Terrängen runt Keprník är huvudsakligen kuperad.Runt Keprník är det glesbefolkat, med 19 invånare per kvadratkilometer. Närmaste större samhälle är Jeseník, 9,0 km nordost om Keprník. I omgivningarna runt Keprník växer i huvudsak blandskog.